# وندسور إكسبرس
وندسور إكسبرس (بالإنجليزية: Windsor Express)‏ هو فريق كرة سلة كندي للمحترفين تأسس في سنة 2012 يقع مقره في وندسور. يلعب في دوري كندا الوطني لكرة السلة.

## وصلات خارجية
- الموقع الرسمي